# Región de N'Zi
N'Zi es una de las treinta y una regiones de Costa de Marfil. En mayo de 2014 tenía una población censada de 247 578 habitantes. Está formada por los siguientes departamentos, que se muestran igualmente con población de mayo de 2014:
- Bocanda 126 910
- Dimbokro 91 056
- Kouassi-Kouassikro 29 612[1]